# Don't Worry Darling

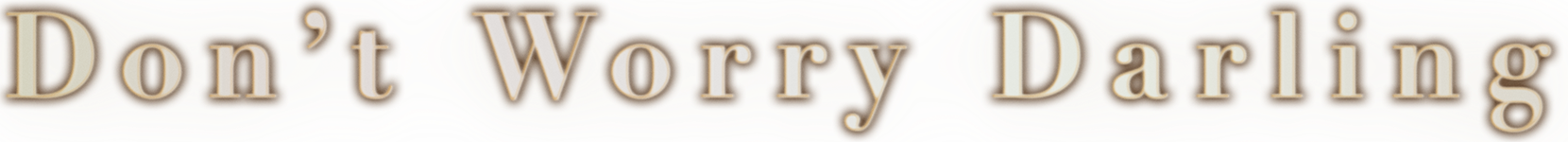

Don't Worry Darling is een Amerikaanse psychologische thriller geregisseerd door Olivia Wilde naar een scenario van Katie Silberman. De hoofdrollen worden vertolkt door Florence Pugh, Harry Styles, Wilde, Gemma Chan, KiKi Layne, Nick Kroll en Chris Pine.

## Verhaal
Alice en Jack Chambers zijn een jong, gelukkig stel in de jaren vijftig, woonachtig in een idyllische buurt van de bedrijfsstad Victory, Californië, die is opgericht en betaald door het mysterieuze bedrijf met dezelfde naam waarvoor Jack werkt. Elke dag gaan de mannen naar het Victory Headquarters in de omringende woestijn, terwijl hun vrouwen (Alice, haar vriendin Bunny, de zwangere Peg, nieuwkomer Violet en Margaret) thuis blijven om schoon te maken, te ontspannen en het avondeten voor hun echtgenoten te bereiden. De vrouwen worden ontmoedigd om vragen te stellen over het werk van hun man en krijgen te horen dat ze niet naar het hoofdkantoor moeten gaan vanwege de "gevaarlijke materialen" waarmee het bedrijf werkt. Margaret is een outcast geworden onder de andere vrouwen nadat ze haar zoon de woestijn in heeft genomen, wat resulteert in de schijndood van haar zoon. Margaret beweert dat Victory haar zoon als straf van haar heeft afgenomen, maar deze beweringen worden door de anderen afgedaan als een door trauma veroorzaakte paranoia. Terwijl ze een feest bijwoont dat wordt georganiseerd door Frank, de raadselachtige oprichter en leider van Victory, ziet Alice hoe Margarets man haar medicatie probeert te geven. Later, terwijl Alice en Jack stiekem seks hebben in Franks slaapkamer, realiseert Alice zich dat Frank hen observeert, maar zegt niets.
Op een ochtend, terwijl ze met de trolley door de stad rijdt, is Alice getuige van een rode tweedekker die ergens in de woestijn neerstort. Alice stapt uit en haast zich de woestijn in om te helpen, waarbij ze per ongeluk het Victory Headquarters tegenkomt, een klein gebouw bedekt met spiegelachtige ramen. Nadat ze een van de ramen heeft aangeraakt, ervaart ze surrealistische hallucinaties voordat ze later die avond thuis wakker wordt en Jack hun avondeten aan het klaarmaken is. In de volgende dagen begint Alice steeds vreemdere gebeurtenissen te ervaren: ze wordt bijna verpletterd tussen een raam en een bewegende muur, en ze vindt een doos eieren die alleen gevuld kan worden met holle schalen. Ze krijgt een telefoontje van Margaret, die beweert hetzelfde te hebben gezien als Alice. Later, tijdens een dansles die wordt gegeven door Franks vrouw Shelley, ziet Alice een visioen van Margarets spiegelbeeld dat heftig met haar hoofd tegen een spiegel slaat. Ze haast zich net op tijd terug naar hun buurt om te zien hoe Margaret haar eigen keel doorsnijdt en van het dak van haar huis valt. Alice wordt weggesleept door vreemde mannen in rode jumpsuits voordat ze Margaret's lichaam kan bereiken.
Alice probeert de gebeurtenissen aan Jack uit te leggen, maar Jack wijst ze af en legt uit dat Margaret gewoon viel tijdens het schoonmaken van de ramen en dat het prima gaat en herstellende is in het ziekenhuis met haar man, die gedwongen is het Victory-project te verlaten om voor te zorgen voor haar. Deze versie wordt verder bevestigd door de stadsarts Dr. Collins, die beweert Margaret te hebben behandeld en probeert Alice dezelfde voorgeschreven medicijnen te geven. Alice breekt later in in de koffer van Dr. Collins en vindt een zwaar bewerkt medisch dossier voor Margaret, dat ze vervolgens uit frustratie verbrandt. Alice wordt steeds paranoïde en verwarder en heeft het gevoel alsof Frank haar elke beweging in de gaten houdt. Tijdens een speciaal Victory-evenement waarbij Frank Jack een speciale promotie geeft, krijgt Alice een storing in de badkamer en wordt ze getroost door Bunny. Alice probeert Bunny alles uit te leggen, maar Bunny reageert boos en beschuldigt Alice ervan egoïstisch te zijn en alles voor iedereen te verpesten, waarbij ze erop wijst dat ze "net als Margaret" klinkt.
Enige tijd later nodigen Alice en Jack de rest van de buurt (behalve Bunny en haar man Bill) uit voor een etentje, met Frank en Shelley als speciale gasten. Frank spreekt onder vier ogen met Alice in de keuken, insinueert dat ze gelijk heeft in haar vermoedens, en bekent dat hij heeft gewacht tot iemand zoals zij hem uitdaagt. Aangespoord door Franks bekentenis, probeert Alice hem en de inconsistenties in Victory tijdens het diner aan het licht te brengen. In plaats daarvan steekt Frank haar gas aan, waardoor ze waanvoorstellingen heeft voor de andere gasten. In de nasleep smeekt Alice Jack om ze allebei bij Victory weg te halen. Jack gaat in eerste instantie akkoord, maar als Alice in de auto stapt, laat hij haar meenemen door Franks mannen. Dr. Collins dwingt Alice om elektroshocktherapie te ondergaan. Tijdens de procedure krijgt Alice visioenen van zichzelf in een ander leven, als een hedendaagse chirurg genaamd Alice Warren, die bij de werkloze Jack woont en worstelt om de eindjes aan elkaar te knopen.
Alice keert terug naar Victory, blijkbaar genezen van haar "hysterie", en herenigd met Jack en met Bunny. Echter, terwijl Alice haar normale leven hervat, blijft ze hallucinaties en flashbacks hebben. Alice herinnert zich later de hele waarheid: dat Victory een gesimuleerde wereld is die door Frank is gecreëerd, en dat Jack haar heeft ontvoerd en gedwongen tot de simulatie in de hoop dat ze samen een perfect leven kunnen leiden. Wanneer Jack zich realiseert dat ze de waarheid kent, beweert hij dat hij dit voor haar heeft gedaan omdat ze zich in haar echte leven ellendig voelde, maar Alice is woedend dat Jack haar haar autonomie heeft afgenomen. Jack omhelst Alice en smeekt haar om hem te vergeven, maar begint haar te verpletteren en Alice doodt hem met een glazen tuimelaar uit zelfverdediging, waarbij Jack ook in de echte wereld wordt gedood.
Frank wordt gewaarschuwd voor de dood van Jack en stuurt zijn mannen om haar te vangen. Alice wordt gevonden met Jack's lichaam door Bunny, die uitlegt dat ze altijd al wist dat Victory een simulatie is, maar ervoor kiest te blijven zodat ze bij haar kinderen kan zijn, die in het echte leven dood zijn. Bunny zegt tegen Alice dat ze naar Victory Headquarters moet vluchten, wat een uitgangsportaal is van de simulatie, en houdt Bill tegen als hij Alice probeert aan te vallen omdat hij Jack heeft vermoord. De andere vrouwen beginnen geleidelijk de waarheid te beseffen terwijl hun echtgenoten in paniek raken. Alice steelt Jacks auto en rijdt richting Victory Headquarters, achtervolgd door de mannen van Dr. Collins en Frank. Ze trucs Dr. Collins in het doden van zichzelf en een aantal anderen in een auto-ongeluk. Bij hun huis steekt Shelley Frank dood en beweert dat het nu "haar beurt" is. Alice bereikt het Victory Headquarters, waar ze een visioen tegenkomt waarin Jack haar vraagt te blijven. Alice negeert het visioen en rent naar het raam net voordat Franks mannen haar bereiken. Over een zwart scherm is het geluid te horen van Alice die naar lucht hapt, wat suggereert dat ze is ontsnapt.

## Rolverdeling
| - Florence Pugh als Alice Chambers - Harry Styles als Jack Chambers - Olivia Wilde als Bunny - Gemma Chan als Shelley - KiKi Layne als Margaret - Nick Kroll als Bill - Chris Pine als Frank - Sydney Chandler als Violet - Kate Berlant als Peg | - Asif Ali als Peter - Douglas Smith als John - Timothy Simons als Dr. Collins - Ari'el Stachel als Kevin - Dita Von Teese als Gigi - Sagar Sujata als James - Marcello Julian Reyes als Fred - Mariah Justice als Barbara |

## Achtergrond

### Productie
De film werd in 2019 voor het eerst aangekondigd. In totaal hebben achttien studio's de rechten van Wilde's nieuwe project proberen te bemachtigen. Uiteindelijk werden de rechten verkocht aan New Line Cinema. Oorspronkelijk zou het scenario geschreven worden door de broers Carey en Shane Van Dyke, maar nam Silberman het werk uiteindelijk over.

### Casting
Florence Pugh, Shia LaBeouf en Chris Pine werden in april 2020 gecast voor de hoofdrollen. LaBoeuf werd echter in augustus 2020 vervangen door Harry Styles. In eerste instantie werd Dakota Johnson gecast voor de rol van Margaret, maar werd in oktober 2020 vervangen door KiKi Layne. In diezelfde maand werden onder andere Gemma Chan, Sydney Chandler, Nick Kroll, Douglas Smith, Kate Berlant, Asif Ali, Timothy Simons en Ari'el Stachel gecast.

### Opnames
De opnames gingen op 26 oktober 2020 in Los Angeles van start en eindigden op 13 februari 2021.

## Release en ontvangst
Don't Worry Darling ging op 5 september 2022 tijdens het internationaal filmfestival van Venetië in première. De Nederlandse première staat gepland voor 22 september 2022 en wordt gedistribueerd door Warner Bros. Pictures.
De film kreeg gemengde kritieken van de Amerikaanse filmpers. Op Rotten Tomatoes heeft Don't Worry Darling een waarde van 40% en een gemiddelde score van 5.4/10, gebaseerd op 53 recensies. Op Metacritic heeft de film een gemiddelde score van 48/100, gebaseerd op 25 recensies.